# Heidepark-Vredelust
Heidepark-Vredelust is de naam van een combinatie van twee naast elkaar gelegen landgoederen die eigendom zijn van de gemeente Tilburg. Ze zijn gelegen aan de Bredaseweg ten westen van Tilburg en meten samen 68 ha. Ze vormen het gebied tussen deze weg en de Gilzerbaan.
Deze landgoederen maken onderdeel uit van een reeks particuliere landgoederen die zich langs de Bredaseweg uitstrekten en die niet toegankelijk waren voor het publiek. Vaak waren deze landgoederen het eigendom van Tilburgse textielfabrikantenfamilies. Zo was Heidepark het bezit van de familie Straeter en is Vredelust in bezit geweest van de familie Mutsaerts. Beide landgoederen zijn aangelegd in Engelse landschapsstijl met slingerende paden en waterpartijen en alleenstaande zomereiken in weilanden. Door de opvolging van eigenaren trad er verwaarlozing op en werden ze door de gemeente Tilburg gekocht die ze omstreeks 1970 openstelde voor het publiek.
Heidepark bevatte een zomerverblijf, "De Koepel" geheten, dat echter is afgebroken. Het was gelegen op een kunstmatige heuvel nabij een waterpartij. Er zijn bomen, waaronder een robinia, van omstreeks 150 jaar oud. Heidepark en Vredelust worden door een klinkerweg (Pomstationweg) van elkaar gescheiden. Vredelust, dat zich ten westen van Heidepark bevindt, kent een door rododendronstruiken ingesloten groot gazon met daarop een grote beuk. Hier is een vervallen beeld van de Waekzaemheyd, en het theehuis dat hier eens stond is afgebroken.
Het gebied sluit in het oosten aan bij het Bels Lijntje dat, met bermen en begeleidende sloten, als natuurreservaat wordt beheerd. In het zuiden vindt men het gebied Kaaistoep en in het westen Piusoord. In het noorden vindt men de Oude Warande en het Reeshofbos.